# Поренут

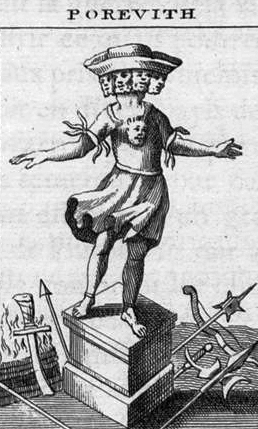
Поревіт(Поренут) (Montfaucon 1722) Гравюра ілюструє опис з хроніки використовуючи модель античних статуй.

Поренут — божество балтійських слов'ян, бог нового Сонця й добрих надій. Зображався з чотирма головами, а п’яту тримав на грудях — символ народження нового Сонця й повороту його на літо після чотирьох холодних місяців.
Згідно з Саксоном Граматиком, Поренут входив до числа трьох головних богів, шанувавшихся в Корениці, в одному ряду з Руєвітом та Поревітом. Ідол Поренута стояв на острові Рюген в місті Корениці.
Саксон Граматик, описуючи руйнування храмів у Кореніці в 1168 році, повідомляє, що єпископ Абсалон спочатку знищив ідола Руєвіта, а потім:
| Загін супутників [єпископа] завзято рушив до статуї Поревіта, який шанувався в найближчому храмі. Він був зображений з п'ятьма головами, але беззбройним. Зрубавши його, увійшли в храм Поренута. Ця статуя мала чотири голови, а п'ята була на грудях і торкалася його чола лівою, а підборіддя правою рукою. Її за допомогою супутників [єпископ] зрубав ударами сокир |